# Golemo Crszko
Golemo Crszko (macedónul: Големо Црско) település Észak-Macedóniában, a Délnyugati körzet Kicsevói járásában, 2013-ig a Drugovói járás része volt, ami teljes egészében beolvadt a Kicsevói járásba.

## Népesség
| Lakosok száma | 223  | 215  | 97   | 53   | 33   | 13   | 10   | 4    |      |
|               | 1948 | 1953 | 1961 | 1971 | 1981 | 1991 | 1994 | 2002 | 2021 |

2002-ben 4 lakosa volt, akik mindannyian macedónok.